# 松平武寛
松平 武寛（まつだいら たけひろ）は、江戸時代中期の大名。上野国館林藩主。官位は従五位下・主計頭、右近衛将監。越智松平家4代。

## 生涯
宝暦4年（1754年）10月7日、先代藩主・松平武元の四男として誕生した。兄3人の早世により嫡子となり、明和5年（1768年）に主計頭に任官する。安永8年（1779年）、父の死去により家督を継ぎ、右近将監に遷任する。安永9年（1780年）に奏者番に任じられる。天明3年（1783年）の天明の大飢饉で大被害を受けたため、救済に尽力し、同時に90歳以上の高齢者に米を与えるなどしている。
天明4年（1784年）3月26日に死去、享年31。跡を長男の斉厚が継いだ。

## 系譜
- 父：松平武元（1714年 - 1779年）
- 母：石井氏
- 正室：松平頼恭娘
  - 長女
  - 長男：松平斉厚（1783年 - 1839年）
- 側室：坂本氏
  - 次女：井上正甫継室
  - 三女：松平乗友正室